# Episodi di Superboy (terza stagione)
La terza stagione della serie televisiva Superboy è stata trasmessa negli Stati Uniti d'America tra il 1990 e il 1991.
| nº | Titolo originale             | Titolo italiano                 | Prima TV USA     | Prima TV Italia |
| -- | ---------------------------- | ------------------------------- | ---------------- | --------------- |
| 1  | The Bride of Bizarro: Part 1 | La sposa di Bizzarro parte 1    | 6 ottobre 1990   |                 |
| 2  | The Bride of Bizarro: Part 2 | La sposa di Bizzarro parte 2    | 13 ottobre 1990  |                 |
| 3  | The Lair                     | Radioattività                   | 20 ottobre 1990  |                 |
| 4  | Neila                        | Neila                           | 27 ottobre 1990  |                 |
| 5  | Roads Not Taken: Part 1      | Il ricatto di Darla parte 1     | 3 novembre 1990  |                 |
| 6  | Roads Not Taken: Part 2      | Il ricatto di Darla parte 2     | 10 novembre 1990 |                 |
| 7  | The Sons of Icarus           | I figli di Icaro                | 17 novembre 1990 |                 |
| 8  | Carnival                     | Luna park                       | 24 novembre 1990 |                 |
| 9  | Test of Time                 | Una prova difficile             | 1º dicembre 1990 |                 |
| 10 | Mindscape                    | Gli incubi di Superboy          | 8 dicembre 1990  |                 |
| 11 | Superboy... Lost             | Superboy dove sei               | 15 dicembre 1990 |                 |
| 12 | Special Effects              | Effetti speciali                | 5 gennaio 1991   |                 |
| 13 | Neila and the Beast          | Amore e morte                   | 12 gennaio 1991  |                 |
| 14 | The Golem                    | Golem                           | 19 gennaio 1991  |                 |
| 15 | A Day in the Double Life     | Caro diario                     | 26 gennaio 1991  |                 |
| 16 | Bodyswap                     | Scambio d'identità              | 2 febbraio 1991  |                 |
| 17 | Rebirth: Part 1              | Il testimone parte 1            | 9 febbraio 1991  |                 |
| 18 | Rebirth: Part 2              | Il testimone parte 2            | 16 febbraio 1991 |                 |
| 19 | Werewolf                     | Notti di Luna Piena             | 23 febbraio 1991 |                 |
| 20 | People vs. Metallo           | Processo a Metallo              | 6 aprile 1991    |                 |
| 21 | Jackson and Hyde             | L'elisir miracoloso             | 13 aprile 1991   |                 |
| 22 | Mine Games                   | Giochi in miniera               | 20 aprile 1991   |                 |
| 23 | Wish for Armageddon          | Ad un passo dall'apocalisse     | 4 maggio 1991    |                 |
| 24 | Standoff                     | Posizione di stallo             | 11 maggio 1991   |                 |
| 25 | The Road to Hell: Part 1     | La strada per l'inferno Parte 1 | 18 maggio 1991   |                 |
| 26 | The Road to Hell: Part 2     | La strada per l'inferno Parte 2 | 25 maggio 1991   |                 |